# Korop (huyện)
Huyện Korop (tiếng Ukraina: Коропський район, chuyển tự: Korops’kyi raion) là một huyện của tỉnh Chernihiv thuộc Ukraina. Huyện Korop có diện tích 1312 kilômét vuông, dân số theo điều tra dân số ngày 5 tháng 12 năm 2001 là 32122 người với mật độ 24 người/km2. Trung tâm huyện nằm ở Korop.